# Bund Evangelisch-Lutherischer Kirchen in der Schweiz und im Fürstentum Liechtenstein

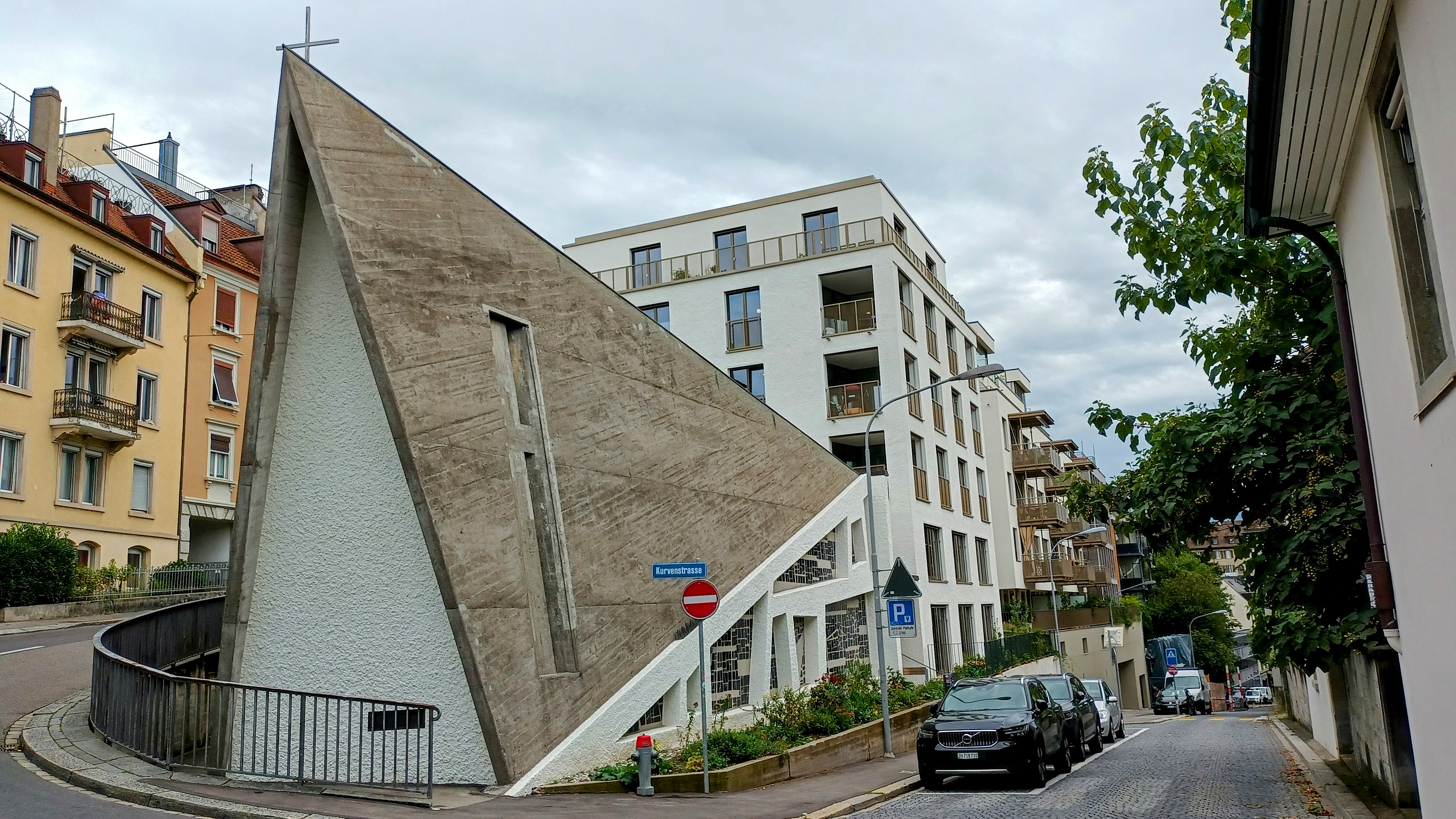
Martin-Luther-Kirche in Zürich

Der Bund Evangelisch-Lutherischer Kirchen in der Schweiz und im Fürstentum Liechtenstein (BELK) ist ein 1967 gegründeter Zusammenschluss von fünf lutherischen Kirchengemeinden in Basel, Bern, Genf und Zürich (Schweiz) sowie Vaduz (Liechtenstein) mit zusammen rund 3.800 Mitgliedern (Stand: 2019). Er gehört seit 1979 zum Lutherischen Weltbund und ist Mitglied der Arbeitsgemeinschaft christlicher Kirchen in der Schweiz.

## Organisation
Die Aufgabe des BELK besteht in der Förderung der Verbundenheit der Mitgliedsgemeinden. Das Entscheidungsorgan ist die Bundesversammlung, die zweimal im Jahr zusammentrifft. Jede Mitgliedskirche ist durch drei Delegierte, darunter jeweils ein Pfarrer, vertreten. Die Bundesversammlung wählt den Bundesvorstand, der aus Präsident, Vizepräsident, Schriftführer, Kassenwart und weiteren Mitgliedern besteht, für zwei Jahre.

## Prinzipien
Die meisten evangelisch-lutherischen Kirchen in der Schweiz erlauben die Frauenordination.  Ebenso vertritt die Mehrheit der Gemeindevorstände eine positive und sozial tolerante Haltung gegenüber Homosexualität und ermöglicht beispielsweise im Fall von Zürich die Segnung gleichgeschlechtlicher Paare.

## Weblink
- Offizielle Website